# 성난 군중으로부터 멀리 (2015년 영화)
《성난 군중으로부터 멀리》(영어: Far from the Madding Crowd)는 2015년 개봉한 영국의 로맨틱 드라마 영화로, 토머스 하디의 동명 소설을 데이비드 니컬스가 각색하고 토마스 빈테르베르가 연출하였다.

## 출연진
- 케리 멀리건
- 마티아스 스후나르츠
- 마이클 신
- 톰 스터리지
- 주노 템플
- 제시카 바든
- 해리 피콕
- 브래들리 홀
- 힐턴 맥레이

## 기타 제작진
- 세트: 니어브 콜터
- 의상: 재닛 패터슨